# Gubernie zachodnie

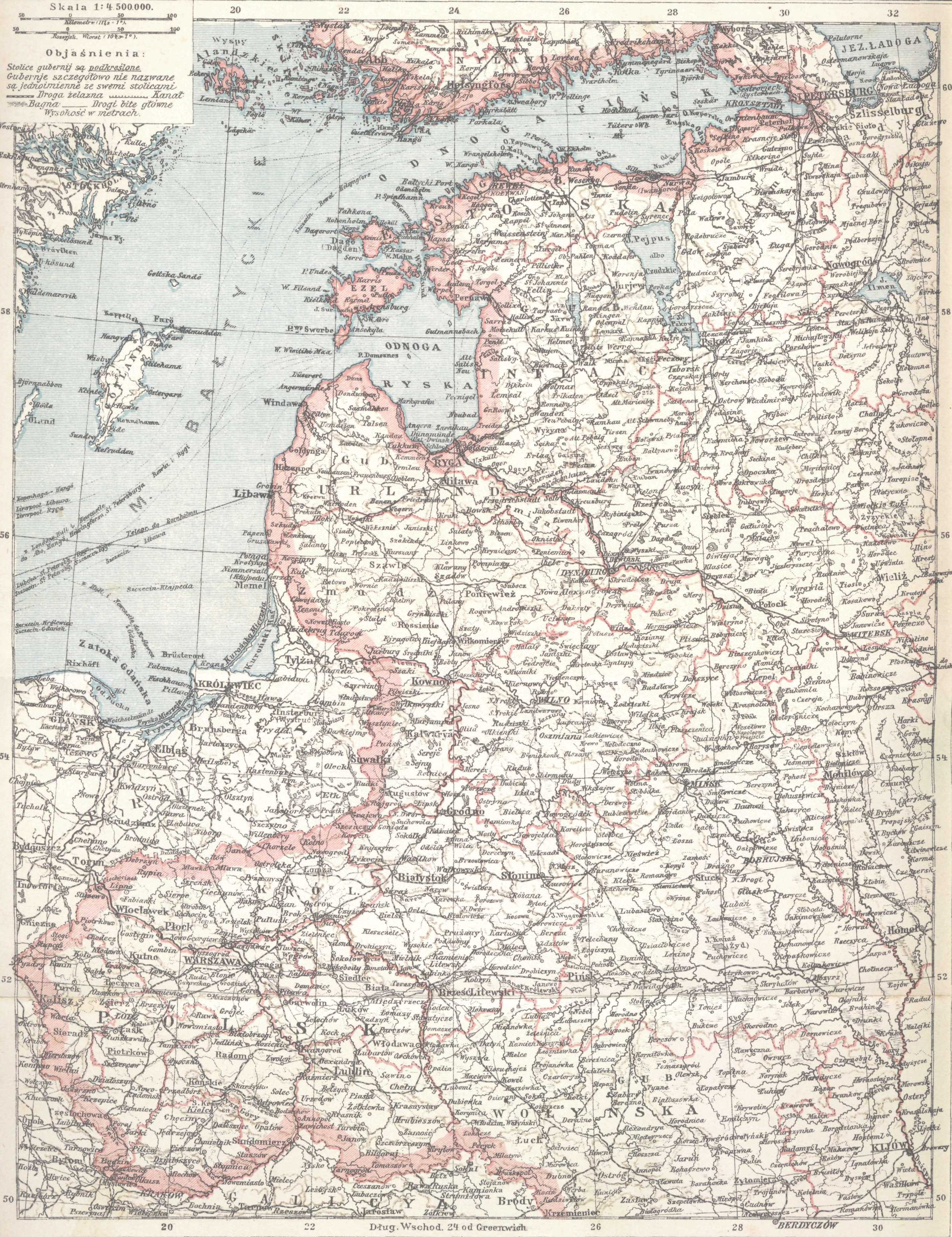
Królestwo Polskie i zachodnie gubernie Rosji w 1902 r.

Gubernie zachodnie (również kraj zachodni, ros. Западный край – Zapadnyj kraj) – rosyjska nazwa urzędowa ziem dawnej I Rzeczypospolitej wcielonych do Imperium Rosyjskiego w wyniku rozbiorów (ziemie zabrane).
Tereny litewsko-białoruskie zwane były guberniami północno-zachodnimi lub krajem północno-zachodnim, a Ukraina – guberniami południowo-zachodnimi lub krajem południowo-zachodnim.